# Mesochorus areolatus
Mesochorus areolatus là một loài tò vò trong họ Ichneumonidae.